# Tjeckoslovakien i olympiska sommarspelen 1952
Tjeckoslovakien deltog med 99 deltagare vid de olympiska sommarspelen 1952 i Helsingfors. Totalt vann de sju guldmedaljer, tre silvermedaljer och tre bronsmedaljer.

## Medaljer

### Guld
- Ján Zachara - Boxning, fjädervikt.
- Emil Zátopek - Friidrott, 5 000 meter.
- Emil Zátopek - Friidrott, 10 000 meter.
- Emil Zátopek - Friidrott, maraton.
- Dana Zátopková - Friidrott, spjutkastning.
- Josef Holeček - Kanotsport, C-1 1000 meter.
- Karel Mejta, Jiří Havlis, Jan Jindra, Stanislav Lusk och Miroslav Koranda - Rodd, fyra med styrman.

### Silver
- Josef Růžička - Brottning, grekisk-romersk stil, tungvikt.
- Josef Dolezal - Friidrott, 50 kilometer gång.
- Jan Brzák-Felix och Bohumil Kudrna - Kanotsport, C-2 1000 meter.

### Brons
- Alfréd Jindra - Kanotsport, C-1 10000 meter.
- Mikuláš Athanasov - Brottning, grekisk-romersk stil, lättvikt.
- Hana Bobková, Alena Chadimová, Jana Rabasová, Alena Reichová, Matylda Šínová, Božena Srncová, Věra Vančurová och Eva Věchtová - Gymnastik, mångkamp.